# Montrond (Hautes-Alpes)
Montrond ist eine französische Gemeinde im Département Hautes-Alpes in der Region Provence-Alpes-Côte d’Azur. Sie gehört zum Arrondissement Gap und zum Kanton Serres.
Die Nachbarorte sind Le Bersac im Norden, Saint-Genis im Osten und Lagrand im Süden. Die beiden letztgenannten wurden zu Beginn des Jahres 2016 zur Commune nouvelle Garde-Colombe fusioniert.

## Bevölkerungsentwicklung
| Jahr      | 1962 | 1968 | 1975 | 1982 | 1990 | 1999 | 2008 | 2012 |
| --------- | ---- | ---- | ---- | ---- | ---- | ---- | ---- | ---- |
| Einwohner | 44   | 49   | 52   | 47   | 53   | 39   | 51   | 61   |